# ソップムーイ郡
座標: 北緯17度57分43秒 東経97度56分0秒 / 北緯17.96194度 東経97.93333度
ソップムーイ郡（ソップムーイぐん）はタイ北部・メーホンソーン県にある郡（アムプー）である。

## 名称
ソップムーイとは現地の言葉で「ムーイ河口」を意味する。ムーイとは郡内を流れる川のことである。

## 歴史
1984年4月1日、タムボン・ソップムーイ、タムボン・メー・カトゥワン、タムボン・コーンコーイがメーサリエン郡から分離し、ソップムーイ分郡（キンアムプー）を形成した。1993年11月3日、分郡から郡（アムプー）へ昇格した。

## 地理
郡は北からユワム川が流れ、南からはターク県との県境を形成するガオ川が流れ、郡中心部の南で合流し、ターク県との県境を形成しながら西に流れ、ビルマ（ミャンマー）との国境を形成するムーイ川に流れ、さらにムーイ川は、同じくビルマとの国境を形成するサルウィン川に流れ込む。これらの川の周辺を山岳地帯が占有しており、郡の中心部はユワム川の形成する盆地に位置する。またガオ川の周辺はメー・ガオ国立公園として保護されている。
交通は、南北に国道105号線が通っており、北にメーサリエン方面、南にメーソート方面とつながっている。

## 経済
郡の主な産業は農業や畜産である。主な農作物は、コメ、アカワケギ、ニンニク、カボチャ、トウガラシ、キャベツなどである。

## 行政区分
郡は6のタムボンに分かれ、さらにその下位に58の村（ムーバーン）がある。郡内には自治体（テーサバーン）はなく、6のタムボン行政体（オンカーンボーリハーンスワンタムボン）が設置されている。
1. タムボン・ソップムーイ・・・ตำบลสบเมย
2. タムボン・メーカトゥワン・・・ตำบลแม่คะตวน
3. タムボン・コーンコーイ・・・ตำบลกองก๋อย
4. タムボン・メースワット・・・ตำบลแม่สวด
5. タムボン・パーポーン・・・ตำบลป่าโปง
6. タムボン・メーサームレープ・・・ตำบลแม่สามแลบ